# 國立虎尾高級中學
國立虎尾高級中學（簡稱虎尾高中、虎高或虎中）是中華民國的一所國立普通型高級中等學校，位在臺灣雲林縣虎尾鎮。該校由教育部國民及學前教育署主管，學制為三年制社區高中，設有體育班、數理資優班、數理實驗班、語文實驗班、普通科。
今日的虎尾高中是1979年由虎尾高中（男校）與省立虎尾女中合併而來，當時維持原校名「臺灣省立虎尾高級中學」（簡稱省虎中），並遷至原虎尾女中校址。虎尾女中曾以校園景觀別緻而聞名，校內部分建築為「臺灣第一女建築師」修澤蘭所規劃，有「北景美，南虎女」之稱。2000年由於精省，改隸教育部，始改為今名。

## 歷史

### 日治時期
臺灣日治時期考量到虎尾專修農業學校（二戰戰後改稱臺南縣立虎尾初級農業學校，也就是國立虎尾農工）僅供男生就讀，而於昭和十四年（1939年）在臺南州虎尾郡成立的三年制女子家事職業學校「臺灣公立虎尾家政女學校」，是虎尾郡第一所女子教育相關學校，亦即虎尾高中前身。當時該校尚無校舍，暫借虎尾尋常高等小學校（今安慶國小）校舍上課，由該校校長中田義雄兼代校長。開學後才於虎尾尋常高等小學校北方建造校舍。昭和十六年（1941年），三好照藏接任校長，次年改制為「虎尾農業實踐女子學校」。由於校地接近虎尾糖廠，二戰末期同盟國空襲臺灣時，該校辦學曾受到影響。戰後，臺南州改制為臺南縣，日籍校長返鄉，由教師李新湖暫代校務，改稱「臺南縣立虎尾初級女子職業學校」，隸屬於臺南縣政府。

### 虎尾初中
中華民國政府接管臺灣後，當地仕紳黃宗岳、醫師黃祺袚、黃國鈞、王標、顏新戶、方瑞玉、熱心教育人士王老色等，考量虎尾地區無設置普通中學，當地學生升學不易，於是徵得臺南縣虎尾區區長陳幸西等區署人員同意，計畫將臺南縣立虎尾初級農業學校（今國立虎尾農工）改制為設立普通科的初級中學，將校址設在戰後關閉的虎尾尋常高等小學校校址。他們也獲得時任縣長袁國欽的面肯，於是由虎尾農校校長王安順主持招生事宜，超額錄取近400人。後臺灣省行政長官公署教育處認為中國以農立國，不宜停辦農校，要求另行設置初級中學。
於是，1946年4月20日於虎尾尋常小學校舊址成立「臺南縣立虎尾初級中學」（簡稱「虎尾初中」），是該地區第一間男子中學校，廖昆金奉派代理校長。隨後虎尾初中兼併當時校址北側的臺南縣立虎尾初級女子職業學校，成立男、女二部。

### 兩次分合
1949年8月，台灣省政府教育廳將虎尾初中和附近的臺灣省立虎尾女子中學合併，稱為「臺灣省立虎尾中學」，由原虎尾女中校長陳東榮任校長，原虎尾女中為校本部暨女生部，原虎尾初中改為男生部，派劉克剛為分校主任。1950年8月，教育廳認為男、女生兩部距離過遠，於是恢復校本部為「臺灣省立虎尾女子中學」，陳東榮回任該校校長，另外單獨拆分男生部，設立「臺灣省立虎尾中學」（簡稱省虎中），派凌孝芬擔任校長。
凌任內禮聘大陸來臺宿儒任教，且為了釐清校地產權，多次公函來往虎尾女中、鎮公所等機關，1954年辭職，接任教育部專門委員。省虎中校長一職由原臺灣省立臺中第一中學校長金樹榮接任，金到任一年後，與臺灣省立屏東中學校長辛仙椿互調。1962年8月，原臺灣省立潮州中學校長徐天秩調到省虎中，任內因入學學生減少，導致省虎中減班，早年「保送名額」也逐漸取消。
1965年8月，省教育廳調原臺南縣立曾文中學校長（今臺南市立麻豆國民中學）譚地大為省虎中校長，譚主持整編校規，集結成《虎中規章》一冊，制定校訓「公誠勤正」，並於1968年設立「臺灣省立虎尾中學西螺分部」（次年取消，併入西螺農工）。1968年因應「省辦高中，縣市辦初中」政策的實施，初中部停招，改制為「臺灣省立虎尾高級中學」。後應教育部要求，開設兩屆「空中補習學校」。
1972年11月，教育廳調李士崑為省虎中校長。李士崑發動畢業校友教師林久華、李朝茂及該校資深教師陳樹聲等人，向校友募捐成立「省立虎尾中學校友百萬獎學金」，林久華等人事蹟列入第一屆教育廳「杏壇芬芳錄」。時值農村人口外流情況嚴重，學生減少，教育廳認為省虎中可以增設職業類科，轉型為綜合高中或高級職業學校，然李士崑並不認同，堅持維持設置普通高中，遂建議教育廳可將附近一樣有招生困難的虎尾女中併入省虎中，後教育廳採納其意見，於1979年5月3日以「68教二字02503號」函示兩校自68學年度（1979年8月～1980年7月）起合併。1979年8月正式合併，虎尾女中停止招生，省虎中兼招男、女，且虎尾女中校長由李士崑兼代。1981年完成合併程序，以原虎尾女中校地為址（原省虎中校址設「雲林工專」，即今日的國立虎尾科技大學），校名定為「臺灣省立虎尾高級中學」。
兩校合併後，李士崑仍為省虎中的校長，時委由教務主任林久華主辦，在新校址（原虎女校址）旁興建教師宿舍「弘道新村」。1985年8月，李士崑屆齡退休，由台灣書店經理蔡錦忠接任省虎中校長。蔡任內興建科學館、社會科學館及第二體育館（今體育館），1992年8月調任臺中二中校長。同月1日，校長甄試合格的新科校長陳龍雄初任省虎中校長，陳任內興建勁竹樓（五層男學生宿舍）、綜合館（二層建築，設室內游泳池、排球場），並綠化校園。1998年2月由曾任虎尾女中歷史科教師的黃清江接任校長。
2000年2月1日，精省後，原省虎中改隸教育部，改制為「國立虎尾高級中學」。2006年陳龍雄回任校長，並於2009年屆齡退休，原國立溪湖高級中學學務長楊豪森博士獲遴選為該校校長，當時其年僅41歲，為歷任虎尾高中校長之中年紀最輕。2016年8月，楊豪森調任溪湖高中校長，由原國立馬公高級中學校長薛東埠接任虎中校長。
2020年8月，薛東埠調國立白河高級商工職業學校，原國立新豐高級中學校長陳惠珍接任虎尾高中校長。

### 歷屆校長
以下整理虎尾高中歷任校長及其到任、離任年月：
| 屆次                                 | 姓名   | 就任日期   | 卸任日期       |
| ------------------------------------ | ------ | ---------- | -------------- |
| 臺南縣立虎尾初級中學校長             |        |            |                |
| 1                                    | 廖昆金 | 1946年4月  | 1949年8月      |
| 臺灣省立虎尾中學（首次合併時期）校長 |        |            |                |
| 1                                    | 陳東榮 | 1949年8月  | 1950年8月      |
| 臺灣省立虎尾中學（男校時期）校長     |        |            |                |
| 2                                    | 凌孝芬 | 1950年8月  | 1954年8月      |
| 3                                    | 金樹榮 | 1954年8月  | 1955年8月      |
| 4                                    | 辛仙椿 | 1955年8月  | 1962年8月      |
| 5                                    | 徐天秩 | 1962年8月  | 1965年8月      |
| 6                                    | 譚地大 | 1965年8月  | 1972年11月15日 |
| 7                                    | 李士崑 | 1972年11月 | 1981年7月      |
| 臺灣省立虎尾高級中學（男女合校）校長 |        |            |                |
| 1                                    | 李士崑 | 1981年8月  | 1985年8月      |
| 2                                    | 蔡錦忠 | 1985年8月  | 1992年8月      |
| 3                                    | 陳龍雄 | 1992年8月  | 1998年2月      |
| 4                                    | 黃清江 | 1998年2月  | 2000年2月      |
| 國立虎尾高級中學校長                 |        |            |                |
| 4                                    | 黃清江 | 2000年2月  | 2006年2月      |
| 5                                    | 陳龍雄 | 2006年2月  | 2009年8月      |
| 6                                    | 楊豪森 | 2009年8月  | 2016年7月      |
| 7                                    | 薛東埠 | 2016年7月  | 2020年8月      |
| 8                                    | 陳惠珍 | 2020年8月  | 2024年8月      |
| 9                                    | 劉惟中 | 2024年8月  | 現任           |

## 學校組織
該校為三年制普通型高級中等學校，僅設有普通科學制，科別有普通科、數理實驗班、語文實驗班、體育班、數理資優班，108學年度（2019年8月至次年7月）時全校有1448名學生。

### 學校象徵

#### 校訓與學校願景
虎尾高中的校訓由譚地大在其校長任內訂定為「公、誠、勤、正」。後來又以「優質、創新、競合、宏觀」為學校願景:3。

#### 校歌
1981年虎中、虎女合併後，時任校長李士崑主張制定新校歌，由何志浩作詞、退休教師廖興彰作曲，開始使用後卻引發學生反彈，另譜新曲學生仍未接受，於是延用原虎中校歌。2016年時，週會及校友返校仍會演唱虎女校歌。虎中校歌旋律較中庸，而虎女校歌音調較高且陰柔，合併後第七屆校長薛東埠到任三年仍不會唱。
1946年臺南縣立虎尾初級中學成立後有創作「運動會會歌」，由教師黃傳心作詞、廖興彰作曲。廖興彰是雲林崙背人，大學留日，就讀音樂相關科系。民國39年（1950年）臺灣省政府教育廳「鑑於校歌為文化教育象徵」，發文要求各校制定校歌，臺灣省立虎尾中學於是在1951年制定校歌，由教師方濂作詞，作曲者亦為廖興彰。方濂來自安徽省桐城縣，畢業於早稻田大學法政系，文學造詣深厚，亦擅長聲韻。該曲以「海天縹緲，寶島風光好」起頭，為D大調、四四拍（強起）之二段體樂曲，音域達大十度（中央d至高音f#）。歌詞是中華民國國語，屬文言文體，全文49字，押ㄠ韻。

#### 校鐘

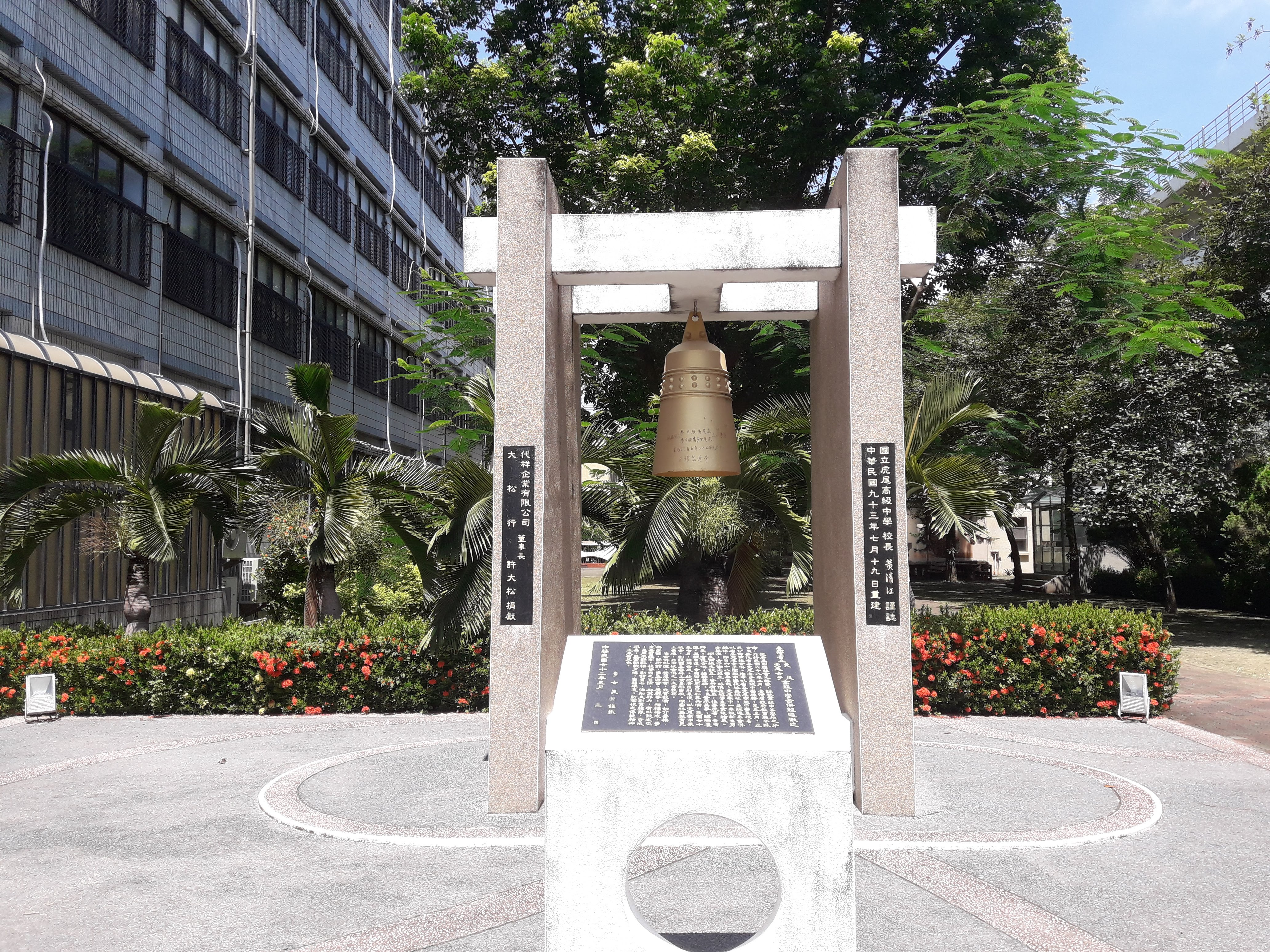
校鐘「虎鐘」

虎尾高中為紀念與虎尾女中併校，由家長李連忠等人出資打造仿古銅鐘，定為該校校鐘，名為「虎鐘」，鐘塔建在圖書館前。後圖書館因1999年集集大地震倒塌，整建時將鐘塔拆除，該校沒有經費重建，於是將校鐘置於倉庫。2004年，併校時的訓導主任黃清江於其校長任期內，由家長會顧問許大松出資新建一座外型相同的鐘塔，移置介壽樓與圖書館中間。

### 招生與編班
臺灣高中以國民中學學生基本學力測驗成績作為入學依據時，虎尾高中的錄取分數差異高，分布在PR70到99，因此採取能力編班。2010年代教育改革後，採取免試入學，該校「高中職免試入學超額比序」最低錄取分數在2019年首次高於當地（雲林區）另外一所同樣僅設普通科的公立高中國立斗六高級中學，為雲林區最高（77.5分，雲林區滿分為90分），總錄取人數492人，其中國中教育會考5A以上81人。
虎尾高中每年級有14班，經教育部國民及學前教育署核准設置體育班、數理資優班、數理實驗班、語文實驗班及普通科。

## 課程與教學
虎尾高中是一所社區高中，在當地環境氛圍下，以「升學」為發展目標。該校是全中華民國第一間設立TEAL（Technology Enabled Active Learning）創意互動教學教室的高中，與國立中正大學合作，設備規模比照美國麻省理工學院，使用科技設備、以多媒體教學。校內另外設有「科學探索館」，與國立清華大學、國立虎尾科技大學合作，陳列傅科擺、大型特斯拉線圈等物理教具，是臺灣第一所校內的科學博物館。
虎尾高中2014年時規定高一學生必修第二外語，可選擇德語或日語。該校的德語教學，由教師許尤娜、外聘教師許瓊文推動，德語課程列入臺灣的大学先修课程。
因應十二年國民教育課程綱要（一零八課綱）實施，虎尾高中108學年度入學的新生校訂必修課程為「漫遊雲林·接軌國際」和「表達力訓練」兩課程，前者結合英語文與地理實察，以深入認識當地風土民情，後者訓練學生有效表達:12。

## 學生活動

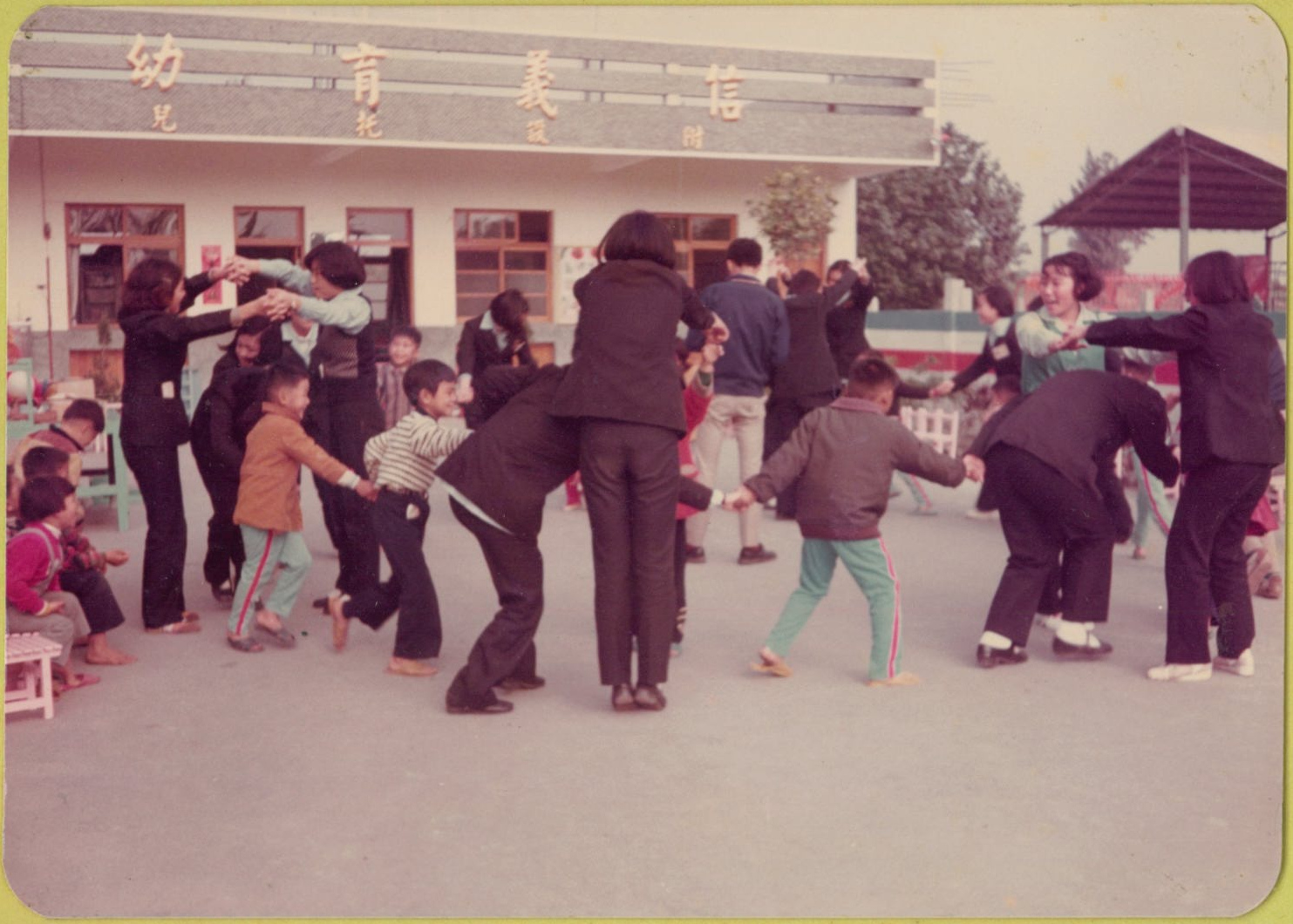
1980年代，虎尾高中慈光社至信義育幼院服務。

校長楊豪森任內（2010年代初期），虎尾高中17時至19時為學生運動、社團活動時間，當時學生皆高度參與活動，較受到學生歡迎的社團有「藍衫虎」校友服務隊、童軍社、慈光社、春暉社、華馨社及康輔社等服務性質社團。「藍衫虎」為畢業校友團體，經常返校服務，並為鄰近國中小舉辦營隊。2018年該團體已全面撤出虎尾高中校園。

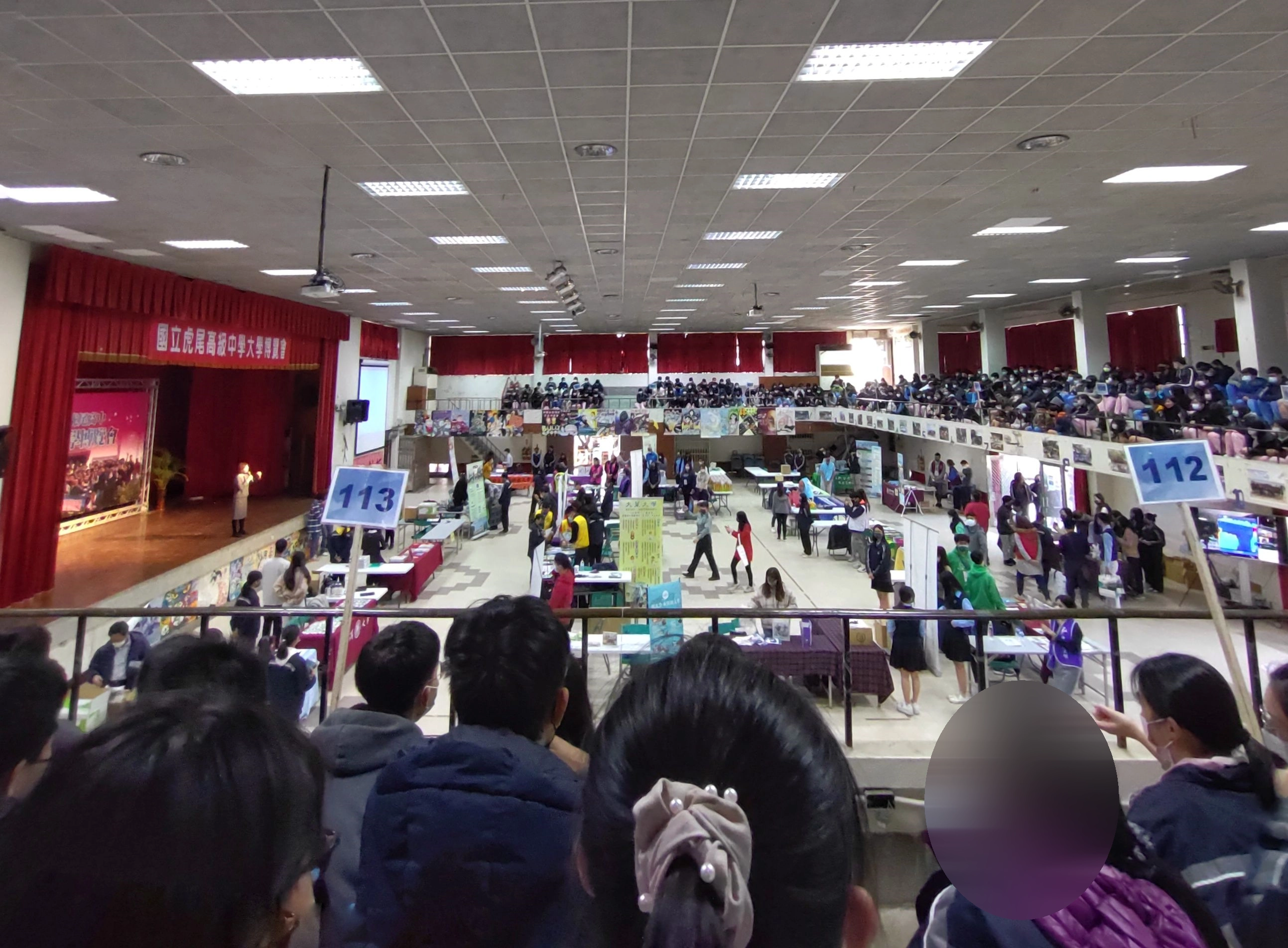
2022年的「大學博覽會」。

大學學科能力測驗成績放榜後，虎尾高中為了讓學生了解大學就讀環境、錄取辦法，選填適性志願，會舉辦「大學博覽會」。大學博覽會邀請雲林縣高中職、國民中學學生到校參觀，也讓國中學生提前了解高中生活。
虎尾高中設有體育班，普通科學生也可以參加學校體育代表隊。而2021年7月，非政府組織「臺灣青年民主協會」指出，該校體育教練有行政不公，乃至侵犯學生人權的疑慮。

## 校園環境
虎尾高中今址為原虎尾女中校址。1950年代，虎尾女中以校園景觀別緻而聞名全臺，時人謂之「北景美，南虎女」（「景美」指景美女中），其校園整體規劃與校舍設計主要由修澤蘭執行。歷任校長也均注重校園美化、綠化及校舍建築物動線配置。
地球渾天儀
地球渾天儀為置放在介壽樓前的儀器，耗資上百萬新台幣建造，又名「飛龍在天」。此渾天儀能夠實際轉動，用來觀測，為明仿元制，由內而外分別由為六合儀、三辰儀、四游儀三層環圈組成。
渾天儀所在位置原本是1976年虎女校長石宛珠任內設置的中華民國故總統蔣中正塑像，2017年初，虎尾高中以蔣中正塑像為玻璃纖維材質，破損嚴重、有礙安全為由拆除。適逢民主進步黨執政的蔡英文政府推動中華民國第二次去蔣化運動，此行為被認為是政治入侵校園，校方回應「只是湊巧」。
櫻花道
該校介壽樓前種植兩排印度櫻花，是最受學生歡迎的校園景觀之一。

### 校舍
虎尾高中今址原為虎尾女中，校內部分建築為虎女時代留存的建築。虎尾女中1960年代初期由「臺灣第一女建築師」修澤蘭執行校園規劃，弘教樓（1962年建，落成時由時任台灣省政府教育廳廳長閻振興主持剪綵）、勵學樓（1964年建）等建築均為其設計。
體育館「金英館」可容納2500人。1968年10月30日落成啟用時，為了紀念前一年6月於校內逝世的校長曹金英，命名為金英館。竣工時是全雲林縣最大的體育館。
圖書館原建築建於1956年，九二一大地震倒榻後曾重建，又稱「教學資源大樓」。樓地板面積約1200坪。地下一樓為會議廳，可容納230人。一樓為藝術中心，外有藝文廣場「虎字廣場」、「滌心園」。二、三樓為圖書館。四樓有兩間資訊科技教室。
體健大樓是2007年新建，設有體育班教室、重量訓練室，樓前有兩面牆，一面是「Seize the day」，意為「掌握當下」，只要是大學學科能力測驗滿級分的人，就能在牆上留下掌印；另一面牆是「掌聲響起」，上有對外運動競賽表現特殊者掌印。虎尾高中亦利用閒置教室，設有K書中心「黎焱軒」共210席座位，供學生使用。
- 弘教樓（1962年建，二層弧形建築）
- 介壽樓前之地球渾天儀，又名「飛龍在天」，攝於2019年夏
- 金英館，為紀念前任校長曹金英而名
- 原本的蔣中正塑像（現已拆除，塑像下方基座有「永懷領袖」字樣）
- 圖書館
- 體健大樓。有兩面牆供優秀學生留下掌印，以獎勵學子並激勵後進

## 教職員
- 蔣孝嚴（時名章孝嚴）：虎尾女中英文教師。立法委員蔣萬安的父親。[66]蔣孝嚴在虎尾女中執教時，認識女學生黃美倫，後取其為妻。[67]
- 林久華：亦為臺灣省立虎尾中學校友，教務主任任內因相助時任校長李士崑，主持教師宿舍「弘道新村」之興建，獲臺灣省政府教育廳輯入第一屆杏壇芬芳錄[68]。
- 羅榮裕，綽號「大羅」，技工，職業軍人退伍。羅對數理有興趣，協助校內物理老師製作傅科擺、特斯拉線圈等教材。獲教育部國民及學前教育署頒贈108年杏壇芬芳獎[69]。

## 校友
虎尾高中的校友遍布各界，如雲林縣第5、6、7任縣長許文志、廖泉裕、蘇文雄都是虎中校友，當地人譽為「縣長三連霸，同是虎中人」。

## 軼事

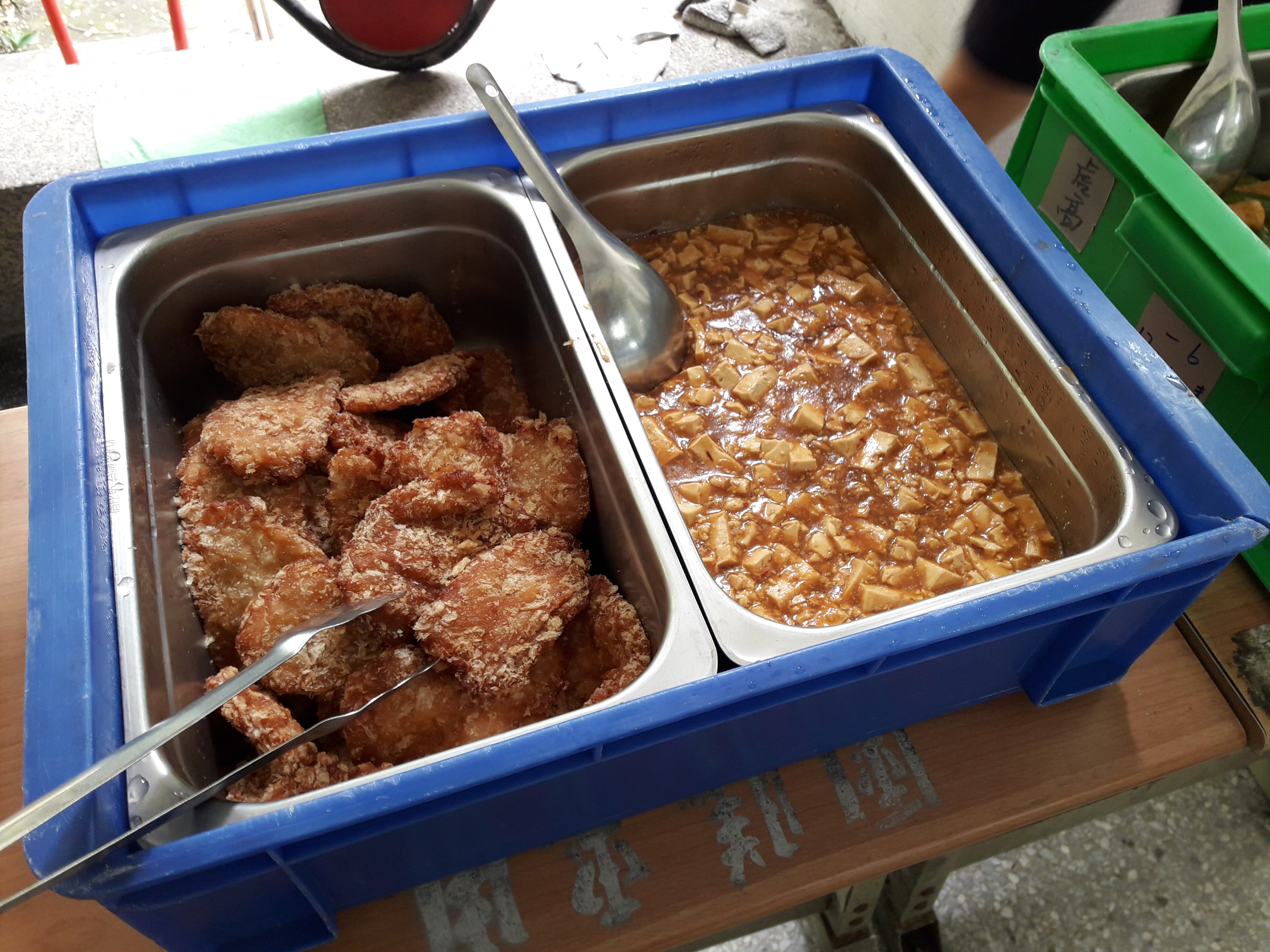
2019年8月所攝團膳部分菜色

### 銅鑼燒當營養午餐
2003年的一篇期刊調查顯示，虎尾高中的營養午餐由味達香、松之林、助民和梅景四家HACCP認證廠商供應便當，住宿生由校方提供營養午餐，另有少部分自備午餐的學生。時至2015年，廠商供應便當方面已改為團膳，各班級可以經班會決定選擇何間供應廠商。
虎尾高中學生一度因部分廠商將點心銅鑼燒計入提供的「四菜一湯」中，以及桂竹筍未切而逕行烹調、提供加熱冷凍三色菜、湯品食材未煮熟、雞腿殘留雞毛沒拔，在爆料公社發文以示不滿。

### 不合理的校規
人本教育基金會2015年曾召開記者會批評臺灣各級學校不合理的校規，虎尾高中規定學生於校內使用充電器得記警告即為其中一個案例。

### 「幸運教室」都市傳說
虎尾高中體健大樓三樓的一間教室被稱為「幸運教室」，自2011年至2014年，每年均有在該教室上課的學生於大學學科能力測驗獲得滿級分75級分。2014年時，使用該教室的班級有30名學生，超過半數獲70級分以上成績。

### 腳註
1. 1 2  廖淑玲. . 自由時報電子報. 2019-07-22  [2019-08-16]. （原始内容存档于2019-08-16） （中文（臺灣））.
2. ↑  教育部統計處. . 統計處. 2024-01-31  [2024-02-28].
3. ↑  吳清海 2000，第114頁.
4. 1 2  吳清海 2000，第67頁.
5. ↑   (PDF). 國立虎尾高級中學: 第5頁.   [2020-02-16]. （原始内容存档 (PDF)于2020-10-21）. 校刊《虎溪》 ……全校統一購買（體育班除外）
6. ↑  . 國立虎尾高級中學. （原始内容存档于2022-10-03）.
7. ↑  巴文化協會 2006，第51頁.
8. 1 2  張忠語 2001，第22-23頁.
9. ↑  李謁政 2018，第814頁.
10. ↑  張忠語 2001，第19-21頁.
11. ↑  . 民報 (民報社). 1946-04-23.
12. ↑  「新竹市立初級中學校長張棟蘭等11員任免案」（1946-11-22），〈省立中學人員任免〉，《臺灣省行政長官公署》，國史館臺灣文獻館，典藏號:00303233018008。
13. ↑  李謁政 2018，第841頁.
14. ↑  張忠語 2001，第490頁.
15. ↑  張忠語 2001，第166-167頁.
16. ↑  . 公論報. 1954-08-17. 3版.
17. ↑  張忠語 2001，第31-33頁.
18. ↑  張忠語 2001，第33-34頁.
19. ↑  張忠語 2001，第35-36頁.
20. ↑  張忠語 2001，第36,174頁.
21. ↑  張忠語 2001，第36-38頁.
22. ↑  吳清海 2000，第89-90頁.
23. ↑  李謁政 2018，第842頁.
24. ↑  孫紀蘭 許永聰. . 華視全球資訊網. 2000-01-31  [2023-07-12]. （原始内容存档于2023-07-12）.
25. ↑  蔡慶朝. . 臺灣時報. 2009-07-20: 第11版 雲嘉南綜合 （中文（臺灣））. 現任國立溪湖高級中學學務長楊豪森，……將成為虎中創校以來，首位年僅40歲且有教育學博士學位的最年輕校長。素有『雲林一中』之稱的虎尾高中，……在縣內贏得『醫學系、進軍臺、清、交大學搖籃』的美譽
26. ↑  劉春生. . 臺灣時報. 2016-07-31 （中文（臺灣））.
27. ↑  劉春生. . 台灣新生報. 2020-08-08  [2020-08-22]. （原始内容存档于2021-04-16） （中文（臺灣））.
28. ↑  . 國立虎尾高級中學. 2016-12-10  [2020-02-14]. （原始内容存档于2020-02-14） （中文（臺灣））.
29. ↑  高級中等教育組.  (PDF). 教育部國民及學前教育署: 41.   [2020-06-10]. （原始内容存档 (PDF)于2020-06-10）.
30. 1 2   (PDF) 核定版. 薛東埠. 2019-05-15  [2019-06-22]. （原始内容存档 (PDF)于2019-07-15）.
31. ↑  廖乃蓁 2010，第31頁.
32. ↑  許素惠. . 翻報. 2019-05-09  [2019-06-07]. （原始内容存档于2019-06-07）.
33. ↑  廖乃蓁 2010，第30-31頁.
34. ↑  廖英秋.  (学位论文). 國立台北師範學院音樂研究所: 154,157,171,180–182. 2004 （中文（臺灣））.
35. ↑  . 人間福報. 2004-10-11  [2019-07-20]. （原始内容存档于2019-07-20） （中文（臺灣））.
36. 1 2  單小懿. . 商業周刊. 2013-05-23, (第1331期)  [2019-08-10]. （原始内容存档于2019-07-23） （中文（繁體））.
37. ↑  黃淑莉. . 自由時報電子報. 2012-08-09  [2019-08-10]. （原始内容存档于2019-08-10） （中文（臺灣））.
38. ↑  詹士弘. . 自由時報電子報. 2018-04-19  [2019-06-07]. （原始内容存档于2019-06-07）. 目前雲林縣國小部分有鎮西國小設置資優班，斗六及虎尾高中也有數理資優班。
39. 1 2 3 4  張益勤. . 親子天下專特刊. 2014-05-10, (25期)  [2019-08-10]. （原始内容存档于2019-08-10） （中文（繁體））.
40. ↑  廖素貞. . 大紀元. 2015-01-12  [2019-08-10]. （原始内容存档于2019-08-10） （中文（繁體））.
41. ↑  廖淑玲. . 《自由時報電子報》. 2019-08-11  [2022-02-19]. （原始内容存档于2022-02-19）.
42. ↑  Hsieh, Chloe. . 多益情報誌. 2013-10-24, (第42期).
43. ↑  劉春生. . 台灣新生報. 2010-08-31.
44. ↑  廖淑玲. . 自由時報電子報. 2018-03-07  [2019-06-07]. （原始内容存档于2019-06-07）.
45. ↑  蔡維斌. . 聯合報. 2021-03-05  [2021-04-02]. （原始内容存档于2021-04-02） （中文（臺灣））.
46. ↑  詹士弘. . 自由時報. 2021-03-05  [2021-04-02]. （原始内容存档于2021-05-31） （中文（臺灣））.
47. ↑  林曉雲; 詹士弘. . 自由時報電子報. 2021-07-22  [2021-07-22]. （原始内容存档于2021-07-22） （中文（繁體））.
48. ↑  廖乃蓁 2010，第14頁.
49. ↑  殷寶寧.  (PDF). 台灣藝術史研究學會通訊. 2017-08, (第3期): 39-40  [2019-08-17]. （原始内容存档 (PDF)于2021-08-04）.
50. ↑  蔡慶朝. . 臺灣時報. 2011-09-03 （中文（臺灣））. 已退休的前校長……等人執掌校務期間，都十分講究校園美化、綠化的推動，以及校舍建築物立體動線的配置。
51. ↑  蔡慶朝. . 臺灣時報. 2017-04-19.
52. ↑  蔡慶朝. . 臺灣時報 (虎尾高中). 2017-05-09  [2017-08-17]. （原始内容存档于2017-08-17）.
53. ↑  邱韻如. . 中華科技史學會學刊. 2018-12, (23): 146–154.
54. ↑  蔡慶朝. . 臺灣時報. 2016-09-06 （中文（臺灣））.
55. 1 2  姜宜菁. . 聯合新聞網. 2017-02-26  [2017-08-17]. （原始内容存档于2017-08-17）.
56. ↑  . 自由時報電子報.   [2017-08-17]. （原始内容存档于2017-08-17）.
57. ↑  林國賢. . 自由時報. 2010-03-09 （中文（臺灣））.
58. ↑  張忠語 2001，第514-515頁.
59. ↑  張忠語 2001，第276頁.
60. ↑  廖乃蓁 2010，第17頁.
61. ↑  . 中華日報 (虎尾). 1968-11-21.
62. ↑  廖乃蓁 2010，第81頁.
63. ↑  廖乃蓁 2010，第67頁.
64. ↑  廖淑玲. . 自由時報電子報. 2019-05-04  [2019-10-12]. （原始内容存档于2019-10-12） （中文（繁體））.
65. ↑  姜宜菁. . 聯合報. 2010-12-29.
66. ↑  廖淑玲. . 自由時報. 2018-10-27  [2021-04-02]. （原始内容存档于2021-05-31） （中文（臺灣））.
67. ↑  林良昇. . 自由時報. 2021-03-14  [2021-04-02]. （原始内容存档于2021-05-31） （中文（臺灣））. 蔣萬安表示……其母黃美倫高中在虎尾女中就讀，與其父蔣孝嚴就是在虎尾女中認識
68. ↑  李謁政 2018，第1169-1170頁.
69. ↑  廖淑玲. . 自由電子報. 2019-05-28  [2019-08-16]. （原始内容存档于2019-08-16） （中文（臺灣））.
70. ↑  . 國立虎尾高級中學.   [2023-07-20]. （原始内容存档于2023-07-19）.
71. ↑  王秀華; 江大雄; 游大彬. . 疫情報導 (衛生福利部疾病管制署). 2003-04-25, 第19卷 (第4期): 201–202. doi:10.6524/EB （中文（繁體））.
72. ↑  林靜盛. . 蘋果日報. 2015-10-23  [2020-02-10]. （原始内容存档于2020-02-10） （中文（繁體））.
73. ↑  許素惠. . 中國時報. 2015-10-24  [2019-07-23]. （原始内容存档于2019-07-23） （中文（繁體））.
74. ↑  黃淑莉. . 自由時報電子報. 2015-10-23  [2019-07-23]. （原始内容存档于2019-07-23） （中文（繁體））.
75. ↑  . 人間福報. 2013-11-20  [2019-07-20]. （原始内容存档于2019-07-20） （中文（臺灣））. 雲林虎尾高中甚至規定，學生校內使用充電器，就要被記警告。
76. ↑  許素惠. . 中時電子報. 2014-02-17  [2020-02-09]. （原始内容存档于2020-02-09） （中文（臺灣））.